# Grève ouvrière de juin 1878
La grève ouvrière de juin 1878 désigne l'ensemble des événements et perturbations provoqué par un arrêt de travail concerté des ouvriers des travaux publics de Québec du 3 juin 1878 au 14 juin 1878. 